# Skalní hrad u Raspenavy
Skalní hrad (též Burgstein) je zaniklý skalní hrad, který stával nedaleko Raspenavy v okrese Liberec. Jeho pozůstatky se nachází na výběžku skalního města severně od Oldřichova v Hájích.

## Historie
Hrad blíže neznámého jména i historie pravděpodobně patřil mezi tzv. horské hrádky a byl určen k ostraze obchodní stezky, která u něj vedla až do 17. století. Podle archeologických nálezů existoval přibližně ve 13. až 14. století a za jeho zánik může pravděpodobně požár. Opuštěný hrad využívali lapkové až do novověku.

## Popis
Přístup ke hrádku vedl od jihu sedlem ke hradní skále, která zde převyšuje terén asi o deset metrů, zatímco na ostatních stranách je převýšení větší. Na vrchol skály vedou vytesané schody nejistého stáří. Na vrcholové plošině jsou patrné nevýrazné záseky a kůlové jamky určené k ukotvení dřevěných konstrukcí. Případné vnější opevnění není nikde v terénu patrné a zástavbu samotného hrádku tvořily jen dřevěné budovy.

## Přístup
Na hradní skálu vede odbočka ze zeleně značené turistické trasy od Oldřichovského sedla, která dále pokračuje směrem k Albrechticím u Frýdlantu. Značku z Oldřichovského sedla až k rozcestníku Skalní hrad – odb. sleduje naučná stezka Oldřichovské bučiny.